# Uncaria africana
Uncaria africana är en måreväxtart som beskrevs av George Don jr. Uncaria africana ingår i släktet Uncaria och familjen måreväxter.

## Underarter
Arten delas in i följande underarter:
- U. a. africana
- U. a. angolensis
- U. a. lacus-victoriae